# Baldriga painteri
Baldriga painteri är en insektsart som beskrevs av Blocker 1975. Baldriga painteri ingår i släktet Baldriga och familjen dvärgstritar. Inga underarter finns listade i Catalogue of Life.